# آتش‌فشان کاچو نگرو
آتش‌فشان کاچو نگرو (به لاتین: Cacho Negro Volcano) یک آتشفشان در کاستاریکا است. آتش‌فشان کاچو نگرو ۲٬۱۵۰ متر بالاتر از سطح دریا واقع شده‌است.